# Flaga Witebska
Flaga Witebska – jeden z symboli miejskich Witebska.

## Opis
Флаг города Витебска представляет собой прямоугольное полотнище голубого цвета с соотношением сторон 1:2. В центре лицевой стороны полотнища – изображение герба города Витебска.

Tłumaczenie:

Flaga miasta Witebsk przedstawia prostokątny płat tkaniny koloru błękitnego o proporcjach 1:2. W centrum przedniej strony tkaniny – przedstawienie herbu miasta Witebsk.

## Historia
Herb został wprowadzony dekretem prezydenta Białorusi 9 lutego 2004 roku, razem z herbem Witebska. 2 czerwca 2009 roku nastąpiła zmiana graficzna herbu oraz flagi Witebska.

## Status prawny
Flaga miasta Witebsk jest własnością miasta, zarządza nią miejski komitet wykonawczy Witebska (ros. Витебский городской исполнительный комитет). Flagę umieszcza się na budynkach, w których są organy samorządu terytorialnego miasta oraz w salach posiedzeń tych organów. Może być też umieszczana w miejscach, w których przewidziano umieszczenie flagi Białorusi, podczas świąt państwowych, świąt organizowanych przez organy państwowe, świąt ludowych itd. lub za zgodą miejskiego komitetu wykonawczego.